# Tommy's Sister
Tommy's Sister è un cortometraggio muto del 1912 diretto da William V. Ranous.

## Trama
Polly e Tommy sono cresciuti con la madre, la signora Morgan, che ha dovuto prendersi cura dei figli fin da piccoli. Polly, adesso, aiuta la famiglia facendo i lavori domestici mentre il fratello riesce a trovare lavoro nell'ufficio immobiliare di Porter e Harvey. Porter, in realtà, non avrebbe voluto assumerlo, reputandolo un ragazzo senza esperienza, Harvey invece lo prende, colpito dal carattere serio di Tommy e dal suo senso di responsabilità. Quando, però, poco tempo dopo, Tommy si ammala, la madre e Polly temono che la sua malattia possa compromettere il nuovo posto di lavoro. Così, Polly suggerisce l'idea di presentarsi in ufficio travestita da maschio, facendosi passare per il fratello. L'inganno riesce e alla ragazza capita di assistere non vista a un colloquio durante il quale Porter progetta di rovinare il socio di cui è geloso, perché innamorato, come lui, della bella Estelle. Harvey, messo sull'avviso da Polly, riesce a sventare il complotto. Insieme a Estelle, che ora sta per sposare, progetta di aiutare i fratelli Morgan e la loro madre, assicurando loro un futuro migliore.

## Produzione
Il film fu prodotto dalla Vitagraph Company of America.

## Distribuzione
Distribuito dalla General Film Company, il film - un cortometraggio in una bobina - uscì nelle sale cinematografiche statunitensi il 2 settembre 1912.